# Guillaume II de Melun
Guillaume de Melun, mort  le 3 mai 1376, est un  prélat français du  XIVe siècle.  Il est membre de la maison de Melun. Guillaume est fils du vicomte Jean de Melun, grand chambellan de France, et de Jeanne Crespin, dame de Tancarville. Il  est  le neveu des archevêques  de Sens Guillaume et Philippe de Melun.

## Biographie
Guillaume de Melun est chanoine de Paris et  est confirmé par  Clément VI comme archevêque de Sens, que son oncle lui a transmise.
Il ouvre en 1347, le concile de sa province dans l'église  Notre-Dame de Paris et force par les peines canoniques, Louis, évêque de Chartres, son suffragant, à reconnaître son droit hiérarchique de visite.
Plus habile à manier la hache d'arme que le goupillon, Guillaume de Melun est pris avec le roi Jean II à la défaite de Poitiers. Une fois relâché, il met tout en œuvre pour procurer la rançon du roi.  En  1358, le dauphin Charles ayant ordonné d'entourer la ville de Sens de fossés à cause des incursions des anglais, on est obligé de renverser de fond en comble les églises de Saint-Rémi et de Notre-Dame du Charnier, l'hôtel-Dieu, le couvent des dominicains et celui des franciscains qui sont en dehors des murs.
En 1368, à la demande du pape Urbain V, l'archevêque délaisse à l'abbaye de Saint-Germain d'Auxerre quelques droits féodaux qu'il prétend avoir sur les villages de Rouvray, Venouse, Montigny et Blégny.
En 1220, il entreprend la construction du château de Blandy-les-Tours.
Sur la fin de sa vie, il eut de graves démêlés avec les habitants de sa ville métropolitaine, qui se disent en possession de chasser sur la terre de Nailly. Un arrêt du parlement reconnaît le privilège des habitants. Guillaume  fait des acquisitions importantes en faveur de son église, notamment celle de la terre de Fontaines.

## Héraldique
| Blason | Blasonnement : Écartelé : aux I et IV, d'azur, à sept besants d'or, 3, 3 et 1 et au chef du même (Melun) ; aux II et III, de gueules, à un écusson d'argent en abîme, accompagné de huit angennes d'or, rangées en orle (Tancarville). |